# Rosa Marya Colin
Rosa Marya Colin, cujo nome de batismo é Rosa Maria Batista de Souza (Machado, 27 de fevereiro de 1946), é uma atriz e cantora brasileira.

## Biografia
Cantora mineira, mais conhecida apenas como Rosa Maria, começou a carreira no Rio de Janeiro aos 18 anos, cantando bossa nova e jazz no Beco das Garrafas, depois de trabalhar como operária. Com o registro grave de sua voz, adaptou-se bem ao repertório jazzístico, e em 1965 gravou o primeiro disco pela Odeon. Depois disso fez shows por todo o Brasil, participou de programas de televisão e atuou na primeira montagem brasileira do musical Hair. Também trabalhou no México, onde teve bastante êxito cantando em um hotel. A partir do início da década de 80 firmou-se como cantora de jazz, tocando ao lado da Tradicional Jazz Band.  
Em 1983, participou do musical Força, idealizado e dirigido por Zé Maurício Machline, dividindo o palco com Célia e Miriam Batucada. 
Com alguns discos gravados mas ainda pouco conhecida depois de mais de 20 anos de carreira, uma gravação despretensiosa para um comercial de TV em 1988 alçou-a ao topo das paradas. Uma regravação "cool" de "California Dreamin'", do grupo The Mamas & The Papas, para uma loja de departamentos tornou-se o seu grande sucesso, nunca mais repetido. 
No fim dos anos 90 mudou o nome para Rosa Marya Colyn.
Em 1991 foi homenageada em sua terra natal, Machado (MG), em noite de gala no Clube dos 30, com o Prêmio Cidade Presépio, pelo conjunto de sua obra. 
Em 1998, regravou a canção "Gîtâ" de Raul Seixas, para a abertura da novela Brida.
Em 2012, participou da minissérie Suburbia, produzida pela TV Globo, na qual interpretou a personagem Mãe Bia. Em entrevista para o Museu da Pessoa, comentou a experiência de atuar em uma obra que retrata o subúrbio carioca e "mostra a verdadeira diversidade do Brasil". 
Em 2021, durante a pandemia, gravou o álbum "All Of Me", com a produção do Studio 8 Records, onde canta clássicos do jazz e do rock como "Me And Bobby McGee", "Can't Buy Me Love" e "Baby It's Cold Outside"com a participação do cantor e apresentador Ronnie Von. 
"A criança negra precisa se ver refletida na sociedade, nos meios de comunicação, nos livros, nos ensinos da escola, pra se formar como ser. (...) É uma injustiça não dar oportunidade pra essas pessoas todas ascenderem na sociedade."

## Filmografia

### Televisão
| Ano  | Título                               | Personagem                                       | Notas                           |
| ---- | ------------------------------------ | ------------------------------------------------ | ------------------------------- |
| 1990 | Escrava Anastácia                    | Benedita                                         |                                 |
| 1993 | Retrato de Mulher                    | Gorete                                           | Episódio: "Era Uma Vez... Zezé" |
| 1996 | Caça Talentos                        | Maria Calada                                     | Episódio: "Maria Calada"        |
| 2003 | Malhação                             | —                                                |                                 |
| 2005 | Hoje É Dia de Maria: Segunda Jornada | Lavadeira / Nossa Senhora da Conceição Aparecida |                                 |
| 2006 | Sinhá Moça                           | Nhá Balbina                                      |                                 |
| 2007 | Sítio do Picapau Amarelo             | Tia Nastácia                                     |                                 |
| 2008 | Ciranda de Pedra                     | Aurora                                           |                                 |
| 2008 | Xuxa e as Noviças                    | Irmã Frida                                       | Especial de fim de ano          |
| 2009 | Força-Tarefa                         | Mãe de santo                                     | Episódio: "Tolerância Zero"     |
| 2009 | Paraíso                              | Antônia                                          |                                 |
| 2010 | Ti Ti Ti                             | Irmã Calvário                                    |                                 |
| 2011 | Fina Estampa                         | D. Zilá Ribeiro de Jesus                         |                                 |
| 2012 | Subúrbia                             | Mãe Bia                                          |                                 |
| 2018 | Deus Salve o Rei                     | Mandingueira                                     |                                 |
| 2020 | Bom Dia, Verônica                    | Dona Rosa                                        | Episódio: "Voa, Passarinha"     |
| 2023 | Vicky e a Musa                       | Zildinha                                         |                                 |
| 2024 | Sinfonia de Natal                    | Elza Soares                                      | Especial de Natal               |

### Cinema
| Ano  | Título             | Personagem                    |
| ---- | ------------------ | ----------------------------- |
| 1973 | Compasso de Espera | —                             |
| 1997 | Hércules           | Musa Thalia (voz)             |
| 2020 | Ricos de Amor      | Senhora na festa de casamento |

### Teatro
| Ano  | Título | Personagem |
| ---- | ------ | ---------- |
| 1969 | Hair   | —          |

## Discografia
| Ano  | Álbum Título           |
| ---- | ---------------------- |
| 1966 | Uma Rosa Com Bossa     |
| 1980 | Vagando                |
| 1981 | No Gallery Em Céu Azul |
| 1983 | Garra                  |
| 1984 | Cristal                |
| 1985 | Sings The Blues        |
| 1989 | Rosa Maria             |
| 1990 | Rosa In Blues          |
| 1992 | Fever                  |
| 1997 | Cores                  |
| 2018 | Nova Estação ELdorado  |
| 2021 | All Of Me              |